# John D. Lee
John Doyle Lee (6 de septiembre de 1812–23 de marzo de 1877) fue un miembro prominente de la Iglesia de Jesucristo de los Santos de los Últimos Días, granjero, empresario, obispo, colonizador y el único enjuiciado y sentenciado por la Masacre de Mountain Meadows.

## Infancia
John Doyle Lee nació en Kaskaskia, territorio de Illinois el 6 de septiembre de 1812; hijo de Ralph Lee y Sarah Elizabeth Doyle. Su madre Sarah murió cuando John D. Lee tenía tres años quedando solo al cuidado de su alcohólico padre. Desde los 6 años hasta los 16 vivió y trabajó en la granja de un su tío. Antes de los 20, se mudó a Vandalia, Illinois donde conoció a su primera esposa Agatha Ann Woolsey. Fue en Vandalia donde misioneros mormones convirtieron a la pareja a la recién organizada religión.

## Liderazgo
John D. Lee ocupó varios cargos de importancia en la Iglesia, conoció y sirvió con José Smith y luego Brigham Young, el sucesor de José Smith en la presidencia de la Iglesia. Viajó a Salt Lake City y ayudó a establecer varias comunidades, entre otras Provo, St. George y Cedar City. Fue en esta última comunidad donde John D. Lee vivía para el tiempo de la masacre de Mountain Meadows.

## La masacre de Mountain Meadows
Existen varias versiones tanto de los acontecimientos de la masacre de Mountain Meadows, como del rol que John D. Lee tuvo en esa atroz circunstancia. John D. Lee mantuvo su inocencia, expresó elocuentemente su decepción ante la indiferencia de Brigham Young en los últimos años de su vida en relación con la masacre, y expresó ante el escuadrón de fusilamiento su convicción en la fe que abrazó activamente durante su vida adulta. Fue excomulgado de la iglesia en 1870, arrestado en noviembre de 1874 y tres años después, el 23 de marzo de 1877 murió fusilado pagando la condena sentenciada como consecuencia de su participación en la Masacre de Mountain Meadows. 
El testimonio de John D. Lee, declarado por sí mismo dice: "Tuve la asistencia de mucha gente en Mountain Meadows. Yo creo que la mayoría de los que estuvieron conectados con la masacre, y tuvieron parte en la lamentable transacción que ha ennegrecido el carácter de todos los que fueron ayudantes o participaron en el mismo, actuaban bajo la impresión de que estaba ejecutando un deber religioso. Yo sé que todos actuábamos bajo las órdenes y del comando de los líderes de la Iglesia; y firmemente creo que la mayoría de los que tomaron parte en los procedimientos, lo consideraban un deber religioso el obedecer sin cuestionar las órdenes que habían recibido. Que estaban actuando en un sentido de deber a la Iglesia Mormona.
Ninguna otra persona fue traída a juicio por el hecho. El 20 de abril de 1961 la Iglesia de Jesucristo de los Santos de los Últimos Días restauró los derechos de Lee como miembro. En el 2006, el presidente de la Iglesia de Jesucristo de los Santos de los Últimos Días, Gordon B. Hinckley, inauguró un monolito en el lugar de la masacre como una muestra de pesar por los hechos ocurridos ahí y recordatorio de las víctimas.